# 森忠儀
森 忠儀（もり ただのり）は、播磨国赤穂藩第12代（最後）の藩主。赤穂藩森家18代。

## 略歴
嘉永3年（1850年）4月24日、10代藩主・森忠徳の三男として生まれる。慶応4年（1868年）3月19日、同母兄で11代藩主の森忠典が隠居したため、その養子として家督を継ぎ、従五位下・越後守に叙位・任官する。戊辰戦争では新政府に与して姫路藩攻撃に参加した。
明治2年（1869年）6月22日、版籍奉還により赤穂藩知事に任じられ、明治4年（1871年）7月14日の廃藩置県で免官された。明治17年（1884年）7月8日、華族令により子爵に叙せられた。明治18年（1885年）10月15日に死去した。享年36。

## 系譜
- 父：森忠徳（1818年 - 1881年）
- 母：酒井忠嗣の娘
- 養父：森忠典（1848年 - 1883年）
- 正室：松平斉韶の娘
- 生母不明の子女
  - 長男：森忠恕

| 日本の爵位  | 日本の爵位                            | 日本の爵位  |
| ----------- | ------------------------------------- | ----------- |
| 先代 叙爵   | 子爵 （赤穂）森家初代 1884年 - 1885年 | 次代 森忠恕 |
| 当主        |                                       |             |
| 先代 森忠典 | 美濃森家（宗家） 1868年 - 1885年      | 次代 森忠恕 |